# Gaokan (köpinghuvudort i Kina, Liaoning Sheng, lat 40,77, long 122,37)
Gaokan är en köpinghuvudort i Kina. Den ligger i provinsen Liaoning, i den nordöstra delen av landet, omkring 140 kilometer sydväst om provinshuvudstaden Shenyang. Antalet invånare är 44 265. Befolkningen består av 21 518 kvinnor och 22 747 män. Barn under 15 år utgör 13,0 %, vuxna 15-64 år 77 %, och äldre över 65 år 9,0 %.
Runt Gaokan är det mycket tätbefolkat, med 1 056 invånare per kvadratkilometer. Närmaste större samhälle är Yingkou, 17,2 km sydväst om Gaokan. Trakten runt Gaokan består till största delen av jordbruksmark.
Genomsnittlig årsnederbörd är 870 millimeter. Den regnigaste månaden är juli, med i genomsnitt 212 mm nederbörd, och den torraste är januari, med 8 mm nederbörd.